# Lipinia albodorsalis
Lipinia albodorsalis är en ödleart som beskrevs av  Vogt 1932. Lipinia albodorsalis ingår i släktet Lipinia och familjen skinkar. Inga underarter finns listade i Catalogue of Life.